# Североисточна дивизија (НХЛ)
Североисточна дивизија НХЛ лиге (енгл. Northeast Division) основана је 1993. као наследник Дивизије Адамс и део је Источне конференције. Дивизија тренутно има 5 чланова.
Од успостављања дивизије једини клуб који је освојио трофеј Стенли купа су Бостон бруинси који су до титуле дошли у сезони 2010/11. Међутим рачунајући титуле освојене пре 1993. године клубови ове дивизије су убедљиво најуспешнији у целој лиги са укупно 43 титуле Стенли купа (Монтреал 24 титуле, Торонто 13 и Бостон 6).

## Тренутни чланови
| Клуб                 | Град     | Држава     | Титула |
| -------------------- | -------- | ---------- | ------ |
| Бостон бруинси       | Бостон   | Масачусетс | 4      |
| Буфало сејберси      | Буфало   | Њујорк     | 3      |
| Монтреал канадијанси | Монтреал | Квебек     | 1      |
| Отава сенаторси      | Отава    | Онтарио    | 4      |
| Торонто мејпл лифси  | Торонто  | Онтарио    | 1      |

Екипа Питсбург пенгвинса је три пута побеђивала у овој дивизији (последњи пут 1998), а Квебек нордикса једном.

## Историјат
Североисточна дивизија основана је 1993. као наследник Дивизије Адамс и део је Источне конференције НХЛ лиге.
Године 1993. екипе Бостон бруинса, Буфало сејберса, Хартфорд вилерса, Монтреал канадијанса, Отава сенаторса и Квебек нордикса су пребачене из дивизије Адамс, а екипа Питсбург пенгвинси из дивизије Патрик. Дивизија је све до сезоне 1994/95. имала 7 клубова, када је франшиза Нордикса ппресељена у Колорадо (Колорадо аваланчи), односно у Пацифик дивизију.
У сезони 1996/97. франшиза Хартфорд вилерса је пресељена у Северну Каролину (Каролина харикенси) али је задржала место у дивизији све до сезоне 1997/98. када је пребачена у Југоисточну дивизију. Исте године Питсбург је пребачен у Атлантску док је Торонто из Централне дивизије пресељен у ову дивизију.

## Пласмани по сезонама
| Season   | 1. место          | 2. место          | 3. место         | 4. место         | 5. место         | 6. место         | 7. место       |
| -------- | ----------------- | ----------------- | ---------------- | ---------------- | ---------------- | ---------------- | -------------- |
| 1993/94. | Пенгвинси (101)   | Бруинси (97)      | Канадијанси (96) | Сејберси (95)    | Нордикси (76)    | Вилерси (63)     | Сенаторси (37) |
| 1994/95. | Нордикси (65)     | Пенгвинси (61)    | Бруинси (57)     | Сејберси (51)    | Вилерси (43)     | Канадијанси (43) | Сенаторси (23) |
| 1995/96. | Пенгвинси (102)   | Бруинси (91)      | Канадијанси (90) | Вилерси (77)     | Сејберси (72)    | Сенаторси (41)   |                |
| 1996/97. | Сејберси (92)     | Пенгвинси (84)    | Сенаторси (77)   | Канадијанси (77) | Вилерси (75)     | Бруинси (61)     |                |
| 1997/98. | Пенгвинси (98)    | Бруинси (91)      | Сејберси (89)    | Канадијанси (87) | Сенаторси (83)   | Харикенси (74)   |                |
| 1998/99. | Сенаторси (103)   | Мејпл Лифси (97)  | Бруинси (91)     | Сејберси (91)    | Канадијанси (75) |                  |                |
| 1999/00. | Мејпл лифси (100) | Сенаторси (95)    | Сејберси (85)    | Канадијанси (83) | Бруинси (73)     |                  |                |
| 2000/01. | Сенаторси (109)   | Сејберси (98)     | Мејпл лифси (90) | Бруинси (88)     | Канадијанси (70) |                  |                |
| 2001/02. | Бруинси (101)     | Мејпл лифси (100) | Сенаторси (94)   | Канадијанси (87) | Сејберси (82)    |                  |                |
| 2002/03. | Сенаторси (113)   | Мејпл лифси (98)  | Бруинси (87)     | Канадијанси (77) | Сејберси (72)    |                  |                |
| 2003/04. | Бруинси (104)     | Мејпл лифси (103) | Сенаторси (102)  | Канадијанси (93) | Сејберси (85)    |                  |                |
| 2004/05. | Локаут            | Локаут            | Локаут           | Локаут           | Локаут           | Локаут           | Локаут         |
| 2005/06. | Сенаторси (113)   | Сејберси (110)    | Канадијанси (93) | Мејпл лифси (90) | Бруинси (74)     |                  |                |
| 2006/07. | Сејберси (113)    | Сенаторси (105)   | Мејпл лифси (91) | Канадијанси (90) | Бруинси (76)     |                  |                |
| 2007/08. | Канадијанси (104) | Сенаторси (94)    | Бруинси (94)     | Сејберси (90)    | Мејпл лифси (83) |                  |                |
| 2008/09. | Бруинси (116)     | Канадијанси (93)  | Сејберси (91)    | Сенаторси (83)   | Мејпл лифси (81) |                  |                |
| 2009/10. | Сејберси (100)    | Сенаторси (94)    | Бруинси (91)     | Канадијанси (88) | Мејпл лифси (74) |                  |                |
| 2010/11. | Бруинси (103)     | Канадијанси (96)  | Сејберси (96)    | Мејпл лифси (85) | Сенаторси (74)   |                  |                |
| 2011/12. |                   |                   |                  |                  |                  |                  |                |

- Зеленом бојом су означене екипе које су се пласирале у плејоф. Број у загради испод имена клуба означава број освојених бодова у регуларном делу сезоне.